# Generation AI
Generation AI är en svensk dokumentärserie som hade premiär på SVT Play den 19 mars 2024 och på SVT1 den 21 mars samma år. Första säsongen består av sex avsnitt.

## Handling
Serien kretsar kring utvecklingen inom artificiell intelligens som väcker såväl förhoppningar som farhågor. Vissa ser AI som lösningen på världens problem. Andra varnar för att det kan leda till vår undergång. Alexander Norén och Marco Nilson träffar ledande experter och försöker ge svar på frågorna.

## Medverkande (i urval)
- Alexander Norén
- Marco Nilson